# Blang Tampu
Blang Tampu is een bestuurslaag in het regentschap Bener Meriah van de provincie Atjeh, Indonesië. Blang Tampu telt 456 inwoners (volkstelling 2010).